# Castillo de La Alameda
El castillo-fortaleza de la Alameda (también referido, erróneamente, como castillo de Barajas o castillo de los Zapata) está situado en el barrio de Alameda de Osuna dentro del actual distrito madrileño de Barajas, en la Comunidad de Madrid (España). Fue erigido en el siglo XV en la aldea de La Alameda, una aldea de repoblación del siglo XIII.
En su día, fue considerado 

(…) muy buen castillo de cal y canto, nuevamente reparado con su foso y torreones, y en él plantadas ocho muy buenas piezas de bronce, con otras de hierro colado, y muchos arcabuces y ballestas turquesas, con otras muchas armas, para seguridad y defensa del mesmo castillo.

A partir de 1996 se realizaron en el lugar y en sus inmediaciones excavaciones arqueológicas que revelaron restos de asentamientos desde la Edad del Bronce hasta la época romana y en la actualidad se encuentra parcialmente restaurado y desde 2010 su museo está abierto al público.
Su titularidad corresponde al Ayuntamiento de Madrid, que lo adquirió por cesión urbanística. Esta construcción, que se encontraba en estado de semirruina, es una de las cuatro fortificaciones medievales que se conservan dentro del término municipal madrileño, junto con el castillo de Viñuelas y los restos de la muralla árabe y cristiana de la capital.

## Características
El castillo de la Alameda es de pequeñas dimensiones. Su superficie interior es de aproximadamente 200 m². Presenta planta rectangular, con esquinas redondeadas.

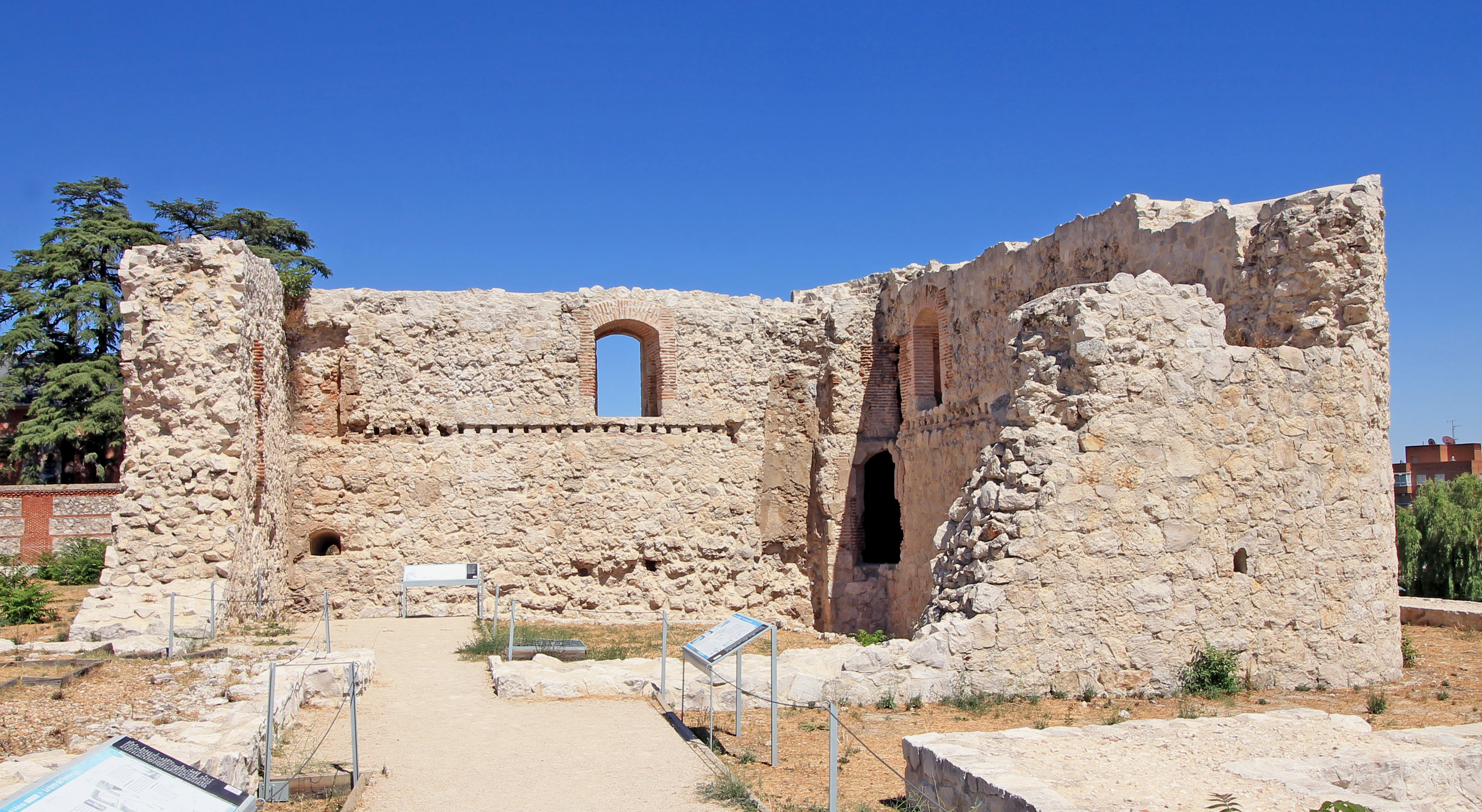
Interior del castillo de la Alameda.

En lo que respecta a las torres, solo se mantienen en pie dos, una cuadrangular, en el ángulo noroeste, y otra cilíndrica, en el extremo opuesto

## Historia
Bajo el castillo existió un poblado datado del 2.000 a. C., el cual se encontraba en una excelente posición sobre el arroyo de Rejas, dominando el paso de la ruta hacia el valle del Ebro. Posteriormente reocupado varias veces durante época romana y medieval. En esta última época surgió la aldea de La Alameda, entregada a finales del s. XIV en señorío a la familia Mendoza, incluyéndose en dicho señorío la aldea de Barajas.
Se baraja que fuese Diego Hurtado de Mendoza quien mandara construir el castillo junto a la aldea para simbolizar su dominio de la zona. Este fue construido entre 1431 y 1476, fecha esta última en la que figura «como refugio de los partidarios de la Beltraneja cuando perdieron Madrid» tras la batalla de Toro, según consta en la documentación de la época.
Posteriormente fue otorgado como dote por el rey Juan II de Castilla a Inés de Ayala y Ruiz Sanz Zapata, pasando de este modo a los Zapata, familia vinculada al patriciado urbano del Madrid bajomedieval.
Se supone que su emplazamiento estaría originalmente en medio del típico bosque de encinas (Quercus ilex) de la zona.
Cuando los Zapata se emparentaron con la poderosa familia de los Mendoza, Francisco Zapata y Cisneros, el mayordomo de Felipe II y presidente del Consejo de Castilla, fue en 1575 nombrado I conde de Barajas y señor de la Alameda. En 1575, el conde encargó su ampliación y reforma para convertirlo en palacio renacentista con un espléndido jardín. Se levantó la torre del homenaje, se construyeron nuevas crujías en los laterales oriental y meridional y se abrieron vanos más amplios y luminosos. Así mismo, se convirtió el foso en un jardín.
En 1586 y debido a sus cargos públicos, se trasladó a Madrid y encargó al arquitecto toledano Nicolás de Vergara más reformas.
Entre las personalidades históricas que han desfilado por el castillo, bien como «prisión de notables», bien como alojamiento, destaca el Fernando Álvarez de Toledo y Pimentel, duque de Alba, que lo habitó en 1580 a su regreso del destierro de Uceda. Así mismo, tras casarse con Felipe III, la reina Margarita de Austria visitó el castillo en 1599 de camino a Madrid. En él murió el III duque de Osuna después de un breve cautiverio (1622-1624). Tras su fallecimiento, la condesa de Benavente, su esposa, decidió comprar las tierras adyacentes, que, con el tiempo, dieron lugar a la finca de la Alameda de Osuna.
Un incendio destruyó el castillo en 1697 y, tras quedarse el castillo despoblado, en el siglo XVIII algunos vecinos de Alameda —ya villa— reciben permisos para retirar piedras y otros materiales del edificio para sus propiedades. En 1772, un vecino de la villa denuncia que el castillo es «... abrigo de mal hechores y refugio de perbersidades ocultandose en sus ruinas...».
Así mismo, en 1777 se permiten a las religiosas del convento de Santo Domingo el Real retirar de las ruinas piedras para poder reconstruir unas tapias caídas de su viña. También, a partir de 1787, cuando se empieza a construir el parque de El Capricho, propiedad de la duquesa María Josefa Pimentel y Téllez-Girón, se usan materiales procedentes del recinto.
Su deterioro se hizo especialmente visible en el siglo XIX, cuando fue expoliado y sus materiales empleados para la construcción del panteón de los Fernán Núñez, familia que heredó el título nobiliario del condado de Barajas. En 1856, la duquesa proyectó recuperar el castillo para convertirlo en casa de campo, proyecto del cual aún se conservan los dibujos, sin firmar, pero posiblemente realizados por un arquitecto belga.
En la primera mitad del siglo XX volvió a sufrir nuevos daños, durante la guerra civil, al instalarse junto a él un nido de ametralladoras, formando parte del sistema defensivo del alto mando republicano asentado en El Capricho.
Entre 1988 y 1989 el arquitecto municipal Pedro Herrero Pintó tomó algunas medidas para consolidar las estructuras que aún quedaban en pie.
Está considerado Bien de Interés Cultural. Depende del Departamento de Museos del Ayuntamiento de Madrid, estando adscrito al Museo de los Orígenes.